# Sant Miquel de la Miana
Sant Miquel de la Miana és una església del poble de la Miana, al municipi de Sant Ferriol (Garrotxa) inclosa en l'Inventari del Patrimoni Arquitectònic de Catalunya.

## Descripció

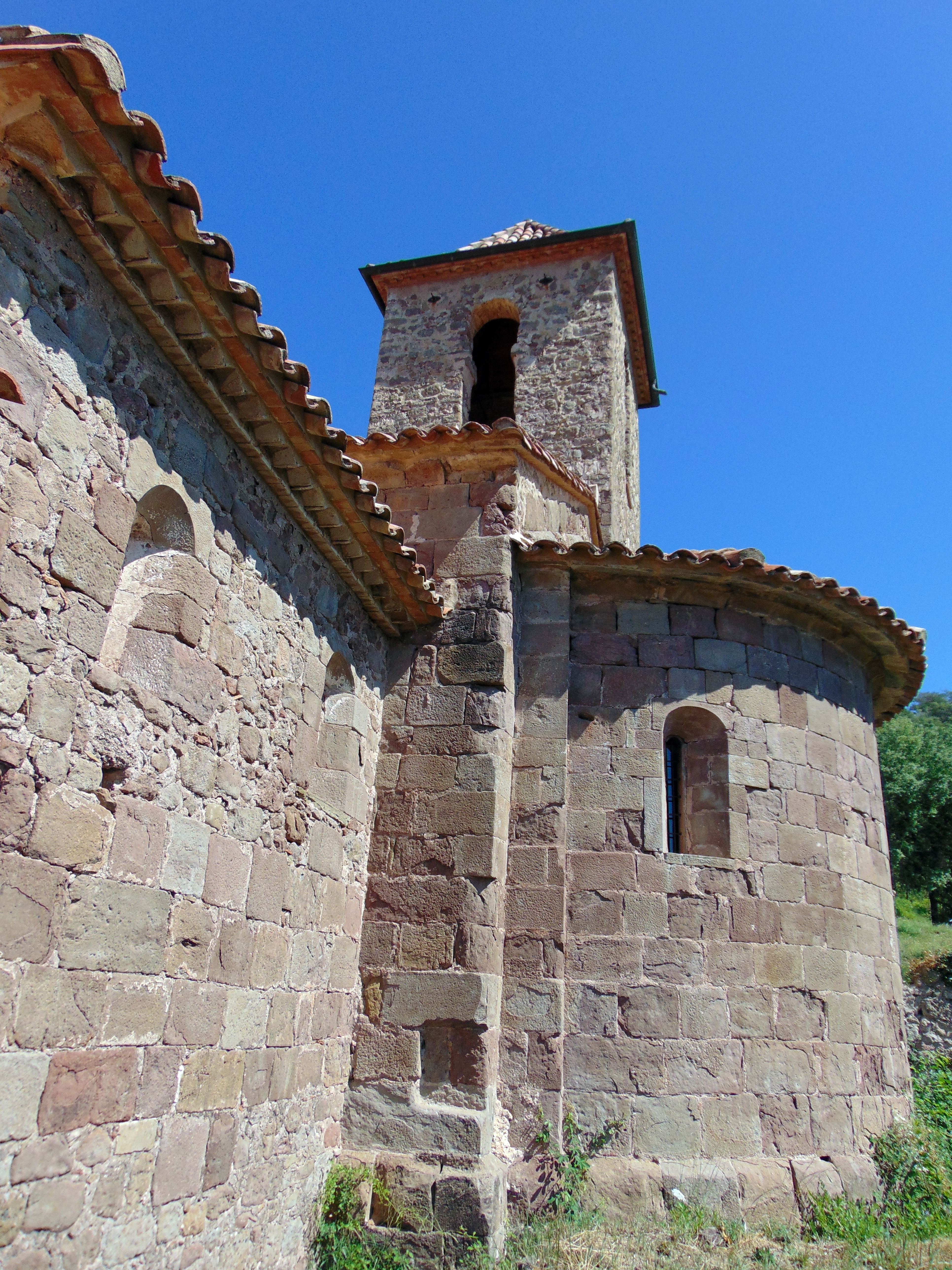
Absis de l'església

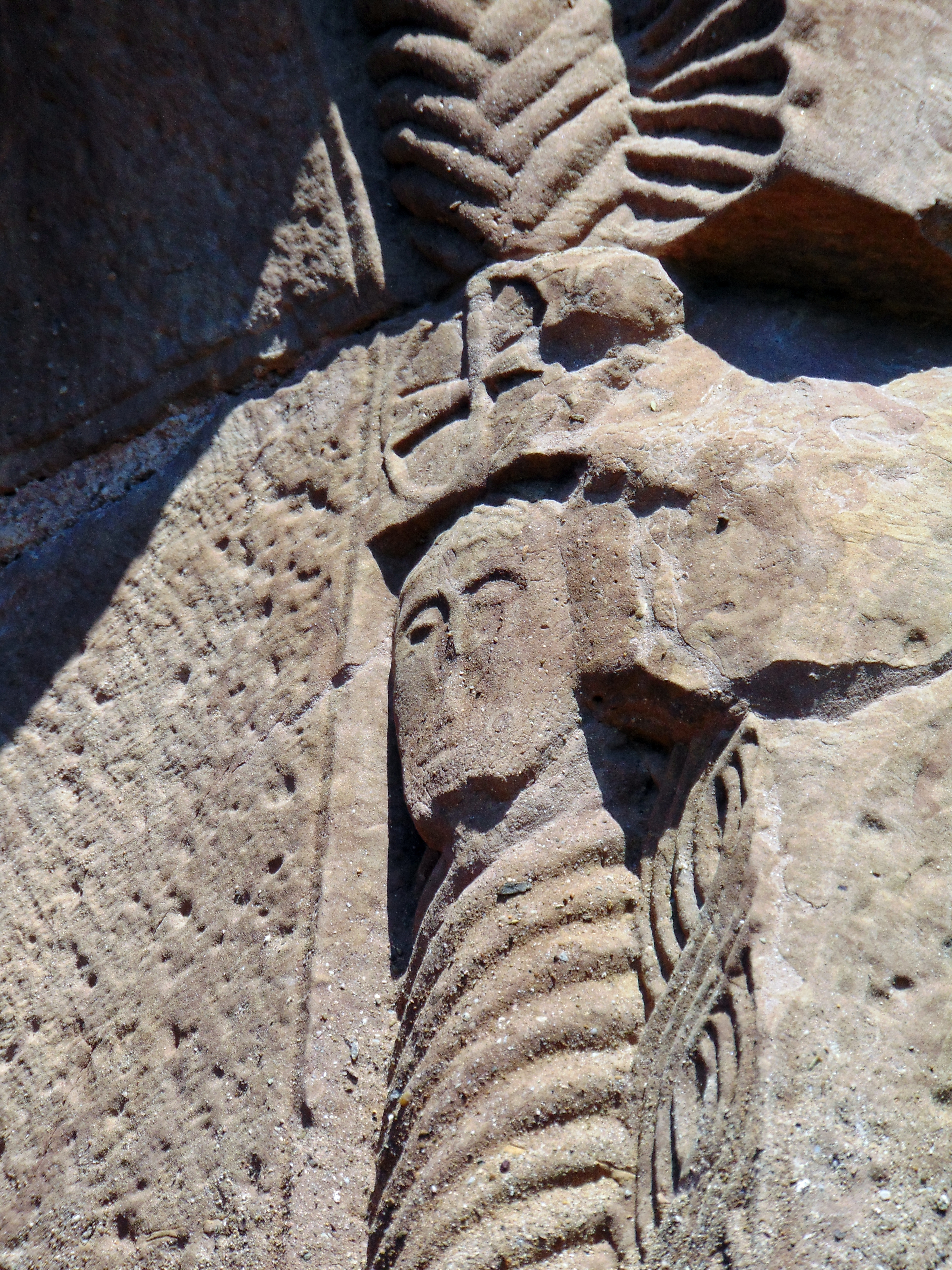
Detall d'una finestra de l'absis

Església romànica en estat ruïnós que, a partir del segle xv, va esdevenir parròquia del poble de Miana. És d'una sola nau, amb afegitons laterals destinats a capelles. La porta d'entrada romànica, cega, és al costat del mur i al cos de l'edifici també annexionat en el qual hi havia l'escala interior que feia possible l'accés al cor de l'església. La porta actual és a ponent i està formada per arcs en gradació. Al seu damunt, un ull de bou bastit damunt d'una finestra romànica.
Hi ha una finestra al centre de l'absis, orientat a sol ixent. És ornada amb unes estretes columnes en relleu, estriades i acabades amb petits capitells en els quals hi ha representats, respectivament, una testa humana amb una creu encerclada damunt i uns elements florals. Hi ha també una arquivolta estriada i la decoració de la finestra es completa amb uns dibuixos geomètrics i vegetals que s'estenen per tot l'espai existent entre les esmentades columnes i arquivolta i l'exterior del mur.
El campanar és una torre de planta rectangular i unida als murs de l'església pel costat de tramuntana. Aquest tipus de cloquer és poc freqüent en aquestes contrades. Els baixos tenen porta d'accés des de l'exterior, realitzada amb carreus ben tallats i allindanada, amb la data 1683 gravada. El primer pis presenta obertures petites que en el segon estan cegades. El tercer pis presenta grans obertures de punt rodó. La coberta és de teula a quatre vessants.

## Història
Sant Miquel de la Miana és una església d'origen romànic, malgrat les nombroses remodelacions que va sofrir en el decurs del segle xiii i XVIII. Actualment el seu estat és ruïnós i no té culte. Als documents apareix de les següents dues maneres: " Sancti Michaelis de Miniana" (1362) i "Sancti Michaelis de la Minyana" (1691). A partir del segle xv esdevingué parròquia del poble de la Miana, nucli de població situat als vessants orientals de la serra de Sant Julià del Mont.